# Partysaurus Rex
Partysaurus Rex (v anglickém originále Partysaurus Rex) je americký animovaný film z roku 2012. Režisérem filmu je Mark Walsh. Hlavní role ve filmu ztvárnili Wallace Shawn, Tom Hanks, Tim Allen, Corey Burton a Tony Cox.

## Obsazení
| Wallace Shawn  | Rex           |
| Tom Hanks      | Woody         |
| Tim Allen      | Buzz          |
| Corey Burton   | kapitán Suds  |
| Tony Cox       | Chuck E. Duck |
| Don Fullilove  | Chuck E. Duck |
| Emily Hahn     | Bonnie        |
| Don Rickles    | Brambůrek     |
| Timothy Dalton | Pricklepants  |
| Joan Cusack    | Jessie        |